# Adolf Balázs
Adolf Balázs (Budapest, 1999. szeptember 5. –) világbajnok magyar kenus.

## Pályafutása
2016-ban a maratoni ifjúsági vb-n harmadik helyen végzett egyesben. A 2017-es ifjúsági Európa-bajnokságon C4 500 méteren (Kállai Róbert Gida, Kocsis Ádám, Zombori Dominik) bronzérmes lett. Az ifi maratoni vb-n egyesben aranyérmes volt. A 2018-as U23-as maratoni vb-n második helyen végzett. A 2019-es U23-as világbajnokságon C1 1000 méteren negyedik volt. A 2019-es  világbajnokságon 5000 méteren ezüstérmes volt.
2021 májusában az olimpiai pótkvalifikáción Fejes Dániellel kvótát szerzett. A tokiói olimpián kenu kettes 1000 méteren összesítésben a 11. helyen végeztek. Egyesben 1000 méteren a 15. helyen végzett.
Szeptember közepén a világbajnokságon 1000 méteren harmadik, 5000 méteren első lett.
A hónap végén a maratoni vb-n a rövid körös versenyben aranyérmes lett.
2023 októberében a ferencvárosi TC-be igazolt.
A 2024-es párizsi olimpián Hajdu Jonatánnal C2 500 méteren 6., kenu egyes 1000 méteren pedig 7. lett.